# Farad
För namnet, se Farhad.
Farad, F, är den härledda SI-enheten för kapacitans (förmåga att rymma elektrisk laddning). En farad definieras som en coulomb (ampere-sekund) per volt, C/V; i grundläggande SI-enheter m-2·kg-1·s4·A2. Enheten är uppkallad efter Michael Faraday.
För de flesta kondensatorer som används inom elektroniken är farad en opraktiskt stor enhet och oftast används SI-prefixen nedan.
- 1 mF (millifarad, en tusendel (0.001) av en farad) = 0.001 F = 1000 μF = 1000000 nF
- 1 μF (mikrofarad, en miljondel (0.000001) av en farad) = 0.000 001 F = 1000 nF = 1000000 pF
- 1 nF (nanofarad, en miljarddel (0.000000001) av en farad) = 0.001 μF = 1000 pF
- 1 pF (picofarad, en biljontdel (0.000000000001) av en farad)

Exempel: En 47 mA ström gör att spänningen över en kondensator ökar med 1 volt per sekund. Denna kondensator har därför en kapacitans på 47mF.